# 29 км (зупинний пункт, Криворізька дирекція Придніпровської залізниці)
29 кілометр — пасажирський залізничний зупинний пункт Криворізької дирекції Придніпровської залізниці на електрифікованій лінії Кривий Ріг-Головний — Апостолове між станціями Радушна (14 км) та Апостолове (10 км). Розташований в селі Нива Трудова Криворізького району Дніпропетровської області.

## Пасажирське сполучення
На платформі 29 км зупиняються приміські електропоїзди Криворізького та Нікопольського напрямків.